# Julie Grundtvig Wester
Julie Grundtvig Wester (* 8. August 1991 in Dänemark) ist eine dänische Schauspielerin.
Sie spielte in Der verlorene Schatz der Tempelritter die Hauptrolle der Katrine.

## Filmografie
- 2005: Oskar & Josefine
- 2006: Der verlorene Schatz der Tempelritter (Tempelriddernes skat)
- 2007: Der verlorene Schatz der Tempelritter 2 (Tempelriddernes skat II)
- 2008: Der verlorene Schatz der Tempelritter 3: Das Geheimnis der Schlangenkrone(Tempelriddernes skat III)
- 2008: En forelskelse (Kurzfilm)
- 2009: Se min kjole
- 2011: Skyskraber
- 2012: Sover Dolly på ryggen? (Kurzfilm)
- 2013: Spidse albuer, blødende knæ (Kurzfilm)
- 2014–2015: Heartless (Fernsehserie, 8 Folgen)
- 2015: Jeanne d’Arc (Kurzfilm)
- 2017: Robin
- 2016–2019: Follow the Money (Bedrag, Fernsehserie, 20 Folgen)
- 2019: Mellem Førerhunde (Kurzfilm)
- 2019: Perfekte steder (Fernsehserie)
- 2019: Countdown Copenhagen (Fernsehserie, 3 Folgen)
- 2020: Den blå orkidé